# Dennis O'Keefe
Dennis O'Keefe, pseudonimo di Edward Vance Flanagan (Fort Madison, 29 marzo 1908 – Santa Monica, 31 agosto 1968), è stato un attore statunitense.

## Biografia
Il giovane Edward Vance Flanagan pareva destinato a una carriera artistica sulle orme dei genitori, attori di origine irlandese che lavoravano entrambi nel vaudeville. Da ragazzino affiancò il padre e la madre sul palcoscenico, ma per un certo periodo il teatro fu per lui solo un hobby che non lo distolse dall'intraprendere la professione di giornalista e scrittore di novelle con lo pseudonimo di Jonathan Hicks.
All'inizio degli anni trenta, dopo aver scritto diversi copioni per il cinema, fece il suo debutto davanti alla macchina da presa come comparsa e continuò a recitare in piccole parti non accreditate per tutta la prima metà del decennio. Dal 1936, dopo anni di gavetta in numerose pellicole, iniziò a essere accreditato nei titoli come Bud Flanagan, mentre l'anno successivo venne notato da Clark Gable sul set di Saratoga (1937). Grazie alla segnalazione di Gable, Bud Flanagan sottoscrisse un contratto con la Metro Goldwyn Mayer, che gli cambiò definitivamente il nome in Dennis O'Keefe e gli offrì ruoli più consistenti, come quello di Jeff Burton, detto The Kanarsy Kid, ne Il grande segreto (1937), e un ruolo da protagonista in Burn 'Em Up O'Connor (1939).
All'inizio degli anni quaranta O'Keefe lasciò la MGM e lavorò in diverse produzioni prevalentemente a basso budget, sia in ruoli leggeri che in interpretazioni drammatiche. Da ricordare la sua partecipazione alla commedia Arrivederci in Francia (1940) di Mitchell Leisen, al dramma Anche i boia muoiono (1943) di Fritz Lang, e soprattutto all'horror L'uomo leopardo (1943), prodotto per la RKO da Val Lewton e diretto da Jacques Tourneur, un giallo sofisticato di gusto esotico, tratto dal romanzo di Cornell Woolrich The Black Alibi.
Dopo la seconda metà degli anni quaranta, O'Keefe trovò altre opportunità nel genere noir grazie alla collaborazione con il regista Anthony Mann, che lo diresse in T-Men contro i fuorilegge (1947), in cui l'attore interpretò il ruolo di un agente del Tesoro che cerca di sgominare una rete di ladri, e in Schiavo della furia (1948), in cui impersonò un gangster in fuga con due donne (Claire Trevor e Marsha Hunt), entrambe innamorate di lui. I due film, divenuti col tempo “classici” del genere, rappresentarono l'apice della carriera per O'Keefe, che da quel momento iniziò a diradare le apparizioni sul grande schermo.
A partire dagli anni cinquanta l'attore comparve prevalentemente in pellicole d'avventura come Tamburi a Tahiti (1954) e Massacro ai grandi pozzi (1957), e di genere poliziesco come La gang dei falsari (1954), di cui fu anche regista e sceneggiatore, Il sindacato di Chicago (1955) e La città corrotta (1956). Sempre nel 1954 diresse e interpretò Angela (1954), una coproduzione italiana in cui impersonò un americano che a Roma viene coinvolto in un intrigo da una femme fatale. Fu attivo principalmente in televisione, in serie come Lux Video Theatre (1953-1956) e Climax! (1954-1956), raggiungendo grande popolarità con lo spettacolo della CBS The Dennis O'Keefe Show, in cui interpretò il ruolo di Hal Towne in 32 episodi tra il 1959 e il 1960.

## Vita privata
Dopo il primo matrimonio con Louise Stanley, nel 1940 O'Keefe sposò l'attrice Steffi Duna, dalla quale nel 1944 ebbe il figlio Edward James. Accanito fumatore, l'attore morì per un cancro ai polmoni nel 1968, all'età di sessant'anni.

## Filmografia

### Apparizioni non accreditate
- Check and Double Check, regia di Melville W. Brown (1930)
- Un dramma nell'Alaska (The Silver Horde), regia di George Archainbaud (1930)
- Mi sposo... e torno! (Reaching for the Moon), regia di Edmund Goulding (1930)
- I pionieri del West (Cimarron), regia di Wesley Ruggles (1931)
- La donna del miracolo (The Miracle Woman), regia di Frank Capra (1931)
- Risveglio (West of Broadway), regia di Harry Beaumont (1931)
- Working Girls, regia di Dorothy Arzner (1931)
- Under 18, regia di Archie Mayo (1931)
- Love Affair, regia di Thornton Freeland (1932)
- La lotteria del diavolo (Devil's Lottery), regia di Sam Taylor (1932)
- The Cohens and Kellys in Hollywood, regia di John Francis Dillon (1932)
- Scarface - Lo sfregiato (Scarface), regia di Howard Hawks (1932)
- Partita d'amore (Huddle), regia di Sam Wood (1932)
- Merrily We Go to Hell, regia di Dorothy Arzner (1932)
- Week Ends Only, regia di Alan Crosland (1932)
- L'amore perduto (The Man from Yesterday), regia di Berthold Viertel (1932)
- Hollywood Speaks, regia di Edward Buzzell (1932)
- Skyscraper Souls, regia di Edgar Selwyn (1932)
- Crooner, regia di Lloyd Bacon (1932)
- Two Against the World, regia di Archie Mayo (1932)
- Big City Blues, regia di Mervyn LeRoy (1932)
- Venere bionda (Blonde Venus), regia di Josef Von Sternberg (1932)
- Tentazioni (The Cabin in the Cotton), regia di Michael Curtiz (1932)
- Febbre di vivere (A Bill of Divorcement), regia di George Cukor (1932)
- Hat Check Girl, regia di Sidney Lanfield (1932)
- Night After Night, regia di Archie Mayo (1932)
- Io sono un evaso (I Am a Fugitive from a Chain Gang), regia di Mervyn LeRoy (1932)
- La madonnina del porto (Tess of the Storm Country), regia di Alfred Santell (1932)
- Il giardino del diavolo (Central Park), regia di John G. Adolfi (1932)
- Hello, Everybody!, regia di William A. Seiter (1932)
- The Woman Accused, regia di Paul Sloane (1933)
- Il giocatore (Grand Slam), regia di William Dieterle (1933)
- From Hell to Heaven, regia di Erle C. Kenton (1933)
- Girl Missing, regia di Robert Florey (1933)
- Quarantaduesima strada (42nd Street), regia di Lloyd Bacon (1933)
- Papà cerca moglie (A Bedtime Story), regia di Norman Taurog (1933)
- L'aquila e il falco (The Eagle and the Hawk), regia di Stuart Walker (1933)
- La danza delle luci (Gold Diggers of 1933), regia di Mervyn LeRoy (1933)
- L'amore è un'altra cosa (Cocktail Hour), regia di Victor Schertzinger (1933)
- Ann Carver's Profession, regia di Edward Buzzell (1933)
- She Had to Say Yes, regia di George Amy e Busby Berkeley (1933)
- Midnight Club, regia di Alexander Hall e George Somnes (1933)
- Torch Singer, regia di Alexander Hall e George Somnes (1933)
- Too Much Harmony, regia di A. Edward Sutherland (1933)
- Non sono un angelo (I'm No Angel), regia di Wesley Ruggles (1933)
- Argento vivo (Bombshell), regia di Victor Fleming (1933)
- Solo una notte (Only Yesterday), regia di John M. Stahl (1933)
- Broadway Through a Keyhole, regia di Lowell Sherman (1933)
- L'idolo delle donne (The Prizefighter and the Lady), regia di W. S. Van Dyke e di (non accreditato) Howard Hawks (1933)
- Blood Money, regia di Rowland Brown (1933)
- La casa della 56ª strada (The House on the 56th Street), regia di Robert Florey (1933)
- La guerra lampo dei fratelli Marx (Duck Soup), regia di Leo McCarey (1933)
- Lady Killer, regia di Roy Del Ruth (1933)
- The Meanest Gal in Town (1934)
- All of Me, regia di James Flood (1934)
- Wonder Bar, regia di Lloyd Bacon (1934)
- La via proibita (Coming-Out Party), regia di John G. Blystone (1934)
- Jimmy il gentiluomo (Jimmy the Gent), regia di Michael Curtiz (1934)
- Registered Nurse, regia di Robert Florey (1934)
- Universo innamorato (Twenty Million Sweethearts), regia di Ray Enright (1934)
- Il mercante di illusioni (Upperworld), regia di Roy Del Ruth (1934)
- He Was Her Man, regia di Lloyd Bacon (1934)
- Smarty, regia di Robert Florey (1934)
- Nebbia a San Francisco (Fog Over Frisco), regia di William Dieterle (1934)
- We're Rich Again, regia di William A. Seiter (1934)
- Pura al cento per cento (The Girl from Missouri), regia di Jack Conway (1934)
- The Man with Two Faces, regia di Archie Mayo (1934)
- Gift of Gab, regia di Karl Freund (1934)
- Desirable, regia di Archie Mayo (1934)
- Death on the Diamond, regia di Edward Sedgwick (1934)
- Una stella s'innamora (Young and Beautiful), regia di Joseph Santley (1934)
- A Lost Lady, regia di Alfred E. Green e Phil Rosen (1934)
- Madame du Barry, regia di William Dieterle (1934)
- La donna che amo (Lady by Choice), regia di David Burton (1934)
- Everything's Ducky, regia di Ben Holmes (1934)
- Transatlantic Merry-Go-Round, regia di Benjamin Stoloff (1934)
- Il tesoro dei faraoni (Kid Millions), regia di Roy Del Ruth (1934)
- College Rhythm, regia di Norman Taurog (1934)
- Lo specchio della vita (Imitation of Life), regia di John M. Stahl (1934)
- Strettamente confidenziale (Broadway Bill), regia di Frank Capra (1934)
- 365 Nights in Hollywood, regia di George Marshall (1934)
- Biography of a Bachelor Girl, regia di Edward H. Griffith (1935)
- Il giglio d'oro (The Gilded Lily), regia di Wesley Ruggles (1935)
- Rumba, regia di Marion Gering (1935)
- I diavoli in paradiso (Devil Dogs of the Air), regia di Lloyd Bacon (1935)
- Una notte a New York (One New York Night), regia di Jack Conway (1935)
- Notte di nozze (The Wedding Night), regia di King Vidor (1935)
- Donne di lusso 1935 (Gold Diggers of 1935), regia di Busby Berkeley (1935)
- Mississippi, regia di A. Edward Sutherland (1935)
- Harrington faccia-di-bambino (Baby Face Harrington), regia di Raoul Walsh (1935)
- The Misses Stooge, regia di James Parrott (1935)
- Facce false (Let 'em Have It), regia di Sam Wood (1935)
- A Night at the Biltmore Bowl, regia di Alfred J. Goulding (1935)
- Doubting Thomas, regia di David Butler (1935)
- The Daring Young Man, regia di William A. Seiter (1935)
- La nave di Satana (Dante's Inferno), regia di Harry Lachman (1935)
- Ogni sera alle otto (Every Night at Eight), regia di Raoul Walsh (1935)
- Here Comes the Band, regia di Paul Sloane (1935)
- Cappello a cilindro (Top Hat), regia di Mark Sandrich (1935)
- Anna Karenina, regia di Clarence Brown (1935)
- The Girl Friend, regia di Edward Buzzell (1935)
- Personal Maid's Secret, regia di Arthur Greville Collins (1935)
- It's in the Air, regia di Charles Reisner (1935)
- L'ammiraglio (Shipmates Forever), regia di Frank Borzage (1935)
- Fuggiasca (Mary Burns, Fugitive), regia di William K. Howard (1935)
- L'uomo che sbancò Montecarlo (The Man Who Broke the Bank at Monte Carlo), regia di Stephen Roberts (1935)
- Broadway Hostess, regia di Frank McDonald (1935)
- Coniglio o leone? (Strike Me Pink), regia di Norman Taurog (1936)
- Anything Goes, regia di Lewis Milestone (1936)
- La bisbetica innamorata (Love Before Breakfast), regia di Walter Lang (1936)
- Colleen, regia di Alfred E. Green (1936)
- Il paradiso delle fanciulle (The Great Ziegfeld), regia di Robert Z. Leonard (1936)
- The Singing Kid, regia di William Keighley (1936)
- Till We Meet Again, regia di Robert Florey (1936)
- La provinciale (Small Town Girl), regia di William A. Wellman (1936)
- È arrivata la felicità (Mr. Deeds Goes to Town), regia di Frank Capra (1936)
- Volo nella bufera (Thirteen Hours By Air), regia di Mitchell Leisen (1936) (con il nome di Bud Flannagan)
- Una donna qualunque (And So They Were Married), regia di Elliott Nugent (1936)
- Burning Gold, regia di Sam Newfield (1936)
- Furia (Fury), regia di Fritz Lang (1936)
- Nobody's Fool, regia di Arthur Greville Collins e Irving Cummings (1936)
- Difendo il mio amore (Private Number), regia di Roy Del Ruth (1936)
- The Last Outlaw, regia di Christy Cabanne (1936)
- The Return of Sophie Lang, regia di George Archainbaud (1936)
- San Francisco, regia di W. S. Van Dyke (1936)
- Rhythm on the Range, regia di Norman Taurog (1936)
- Bionda avventuriera (Yours for the Asking), regia di Alexander Hall (1936)
- Jim di Piccadilly (Piccadilly Jim), regia di Robert Z. Leonard (1936)
- Follie d'inverno (Swing Time), regia di George Stevens (1936)
- Sworn Enemy, regia di Edwin L. Marin (1936)
- La donna del giorno (Libeled Lady), regia di Jack Conway (1936)
- Rose Bowl, regia di Charles Barton (1936) (con il nome di Bud Flanagan)
- Legion of Terror, regia di Charles C. Coleman (1936)
- L'adorabile nemica (Theodora Goes Wild), regia di Richard Boleslawski (1936)
- La conquista del West (The Plainsman), regia di Cecil B. DeMille (1936)
- The Accusing Finger, regia di James Hogan (1936)
- Nata per danzare (Born to Dance), regia di Roy Del Ruth (1936)
- Cappelli in aria (Hats Off), regia di Boris Petroff (1936)
- Tre ragazze in gamba (Three Smart Girls), regia di Henry Koster (1936)
- Il nemico amato (Beloved Enemy), regia di H.C. Potter (1936)
- Pugno di ferro (Great Guy), regia di John G. Blystone (1936)
- Walzer champagne (Champagne Waltz), regia di A. Edward Sutherland (1937)
- Mama Steps Out, regia di George B. Seitz (1937)
- Con l'aiuto della luna, (When's Your Birthday?), regia di Harry Beaumont (1937)
- L'uomo che amo (History Is Made at Night), regia di Frank Borzage (1937)
- Parole Racket, regia di Charles C. Coleman (1937)
- Swing High, Swing Low, regia di Mitchell Leisen (1937)
- L'inferno del jazz (Top of the Town), regia di Ralph Murphy (1937)
- È nata una stella (A Star Is Born), regia di William A. Wellman (1937)
- Nobody's Baby, regia di Gus Meins (1937)
- Cupo tramonto (Make Way for Tomorrow), regia di Leo McCarey (1937)
- The Girl from Scotland Yard, regia di Robert G. Vignola (1937) (con il nome di Bud Flanagan)
- Vivendo volando (Riding on Air), regia di Edward Sedgwick (1937)
- Married Before Breakfast, regia di Edwin L. Marin (1937) (scene cancellate)
- The Great Gambini, regia di Charles Vidor (1937)
- Blazing Barriers, regia di Aubrey Scotto (1937)
- Che bella vita (Easy Living), regia di Mitchell Leisen (1937)
- Fra due donne (Between Two Women), regia di George B. Seitz (1937)
- Lettera anonima (Super-Sleuth), regia di Benjamin Stoloff (1937)
- Saratoga, regia di Jack Conway (1937)
- Modella di lusso (Vogues of 1938), regia di Irving Cummings (1937)
- Double or Nothing, regia di Theodore Reed (1937)
- La lucciola (The Firefly), regia di Robert Z. Leonard (1937)
- La grande città (Big City), regia di Frank Borzage (1937)
- La vita comincia con l'amore (Life Begins with Love), regia di Ray McCarey (1937)
- Maria Walewska (Conquest), regia di Clarence Brown (1937)
- Il grande segreto (The Bad Man of Brimstone), regia di J. Walter Ruben (1937)
- Un americano a Oxford (A Yank at Oxford), regia di Jack Conway (1938)
- Gioia d'amare (Joy of Living), regia di Tay Garnett (1938)

### Accreditato come Dennis O'Keefe
- Hold That Kiss, regia di Edwin L. Marin (1938)
- The Chaser, regia di Edwin L. Marin (1938)
- Vacation from Love, regia di George Fitzmaurice (1938)
- Burn 'Em Up O'Connor, regia di Edward Sedgwick (1939)
- The Kid from Texas, regia di S. Sylvan Simon (1939)
- Un bimbo in pericolo (Unexpected Father), regia di Charles Lamont (1939)
- That's Right – You're Wrong, regia di David Butler (1939)
- Alias the Deacon, regia di Christy Cabanne (1940)
- La Conga Nights, regia di Lew Landers (1940)
- Pop Always Pays, regia di Leslie Goodwins (1940)
- Girl from Havana, regia di Lew Landers (1940)
- Arrivederci in Francia, (Arise, My Love), regia di Mitchell Leisen (1940)
- I'm Nobody's Sweetheart Now, regia di Arthur Lubin (1940)
- You'll Find Out, regia di David Butler (1940)
- Bowery Boy, regia di William Morgan (1940)
- Bionda in paradiso (Topper Returns), regia di Roy Del Ruth (1941)
- Mr. District Attorney, regia di William Morgan (1941)
- Una gabbia di matti (Broadway Limited), regia di Gordon Douglas (1941)
- Lady Scarface, regia di Frank Woodruff (1941)
- Weekend for Three, regia di Irving Reis (1941)
- The Affairs of Jimmy Valentine, regia di Bernard Vorhaus (1942)
- Moonlight Masquerade, regia di John H. Auer (1942)
- Anche i boia muoiono (Hangmen Also Die!), regia di Fritz Lang (1943)
- Tahiti Honey, regia di John H. Auer (1943)
- Good Morning, Judge, regia di Jean Yarbrough (1943)
- L'uomo leopardo (The Leopard Man), regia di Jacques Tourneur (1943)
- Hi Diddle Diddle, regia di Andrew L. Stone (1943)
- I conquistatori dei sette mari (The Fighting Seabees), regia di Edward Ludwig (1944)
- Nella camera di Mabel (Up in Mabel's Room), regia di Allan Dwan (1944)
- La storia del dottor Wassell (The Story of Dr. Wassell), regia di Cecil B. DeMille (1944)
- Sfolgorio di stelle (Sensations of 1945), regia di Andrew L. Stone (1944)
- In giro con due americani (Abroad with Two Yanks), regia di Allan Dwan (1944)
- Gli amori di Susanna (The Affairs of Susan), regia di William A. Seiter (1945)
- Earl Carroll Vanities, regia di Joseph Santley (1945)
- Milioni in pericolo (Brewster's Millions), regia di Allan Dwan (1945)
- Nozze agitate (Getting Gertie's Garter), regia di Allan Dwan (1945)
- Doll Face, regia di Lewis Seiler (1945)
- Her Adventurous Night, regia di John Rawlins (1946)
- Femmina (Mr. District Attorney), regia di Robert B. Sinclair (1947)
- Disonorata (Dishonored Lady), regia di Robert Stevenson (1947)
- T-Men contro i fuorilegge (T-Men), regia di Anthony Mann (1947)
- Schiavo della furia (Raw Deal), regia di Anthony Mann (1948)
- La grande minaccia (Heaven Can Wait), regia di Gordon Douglas (1948)
- L'Atlantide (Siren of Atlantis), regia di Greg C. Tallas (1949)
- Cover Up, regia di Alfred E. Green (1949) (anche sceneggiatura originale con il nome di Jonathan Rix)
- La tratta degli innocenti (Abandoned), regia di Joseph M. Newman (1949)
- The Great Dan Patch, regia di Joseph M. Newman (1949)
- L'aquila e il falco (The Eagle and the Hawk), regia di Lewis R. Foster (1950)
- Il mistero del marito scomparso (Woman on the Run), regia di Norman Foster (1950)
- N.N. vigilata speciale (The Company She Peeks), regia di John Cromwell (1951)
- Follow the Sun, regia di Sidney Lanfield (1951)
- El gringo (Passage West), regia di Lewis R. Foster (1951)
- One Big Affair, regia di Peter Godfrey (1952)
- La ragazza della domenica (Everything I Have Is Yours), regia di Robert Z. Leonard (1952)
- La signora vuole il visone (The Lady Wants Mink), regia di William A. Seiter (1953)
- The Fake, regia di Godfrey Grayson (1953)
- Tamburi a Tahiti (Drums of Tahiti), regia di William Castle (1954)
- La gang dei falsari (The Diamond), regia di Dennis O'Keefe e Montgomery Tully (1954) (anche sceneggiatura con il nome di Jonathan Rix)
- Angela, regia di Dennis O'Keefe e Edoardo Anton (1954) (anche sceneggiatura)
- Il cavaliere del mistero (The Black Knight) (1954) (solo dialogo addizionale)
- Giuoco implacabile (Las Vegas Shakedown), regia di Sidney Salkow (1955)
- Il sindacato di Chicago (Chicago Syndicate), regia di Fred F. Sears (1955)
- La città corrotta (Inside Detroit), regia di Fred F. Sears (1956)
- Massacro ai grandi pozzi (Dragoon Wells Massacre), regia di Harold D. Schuster (1957)
- Lady of Vengeance, regia di Burt Balaban (1957)
- El aventurero, regia di Ricardo Gascòn e Kenneth Hume (1957)
- Tutti pazzi in coperta (All Hands on Deck), regia di Norman Taurog (1961)
- The Naked Flame, regia di Larry Matanski (1964) (anche sceneggiatura con il nome di Al Everett Dennis)

### Televisione
- Climax! – serie TV, episodi 1x02-1x36-2x09-2x36 (1954-1956)
- Screen Directors Playhouse – serie TV, episodio 1x15 (1956)
- The Dick Powell Show – serie TV, episodio 1x14 (1961)
- Follow the Sun – serie TV, episodi 1x08-1x22 (1961-1962)

## Doppiatori italiani
Nelle versioni in italiano dei suoi film, Dennis O'Keefe è stato doppiato da: 
- Emilio Cigoli in Disonorata, Schiavo della furia, Massacro ai grandi pozzi
- Giulio Panicali in I conquistatori dei sette mari, La storia del dottor Wassell
- Carlo Romano in Gli amori di Susanna, L'aquila e il falco
- Stefano Sibaldi in Arrivederci in Francia, La signora vuole il visone
- Augusto Marcacci ne Il mistero del marito scomparso
- Gualtiero De Angelis in Anche i boia muoiono
- Mario Pisu in T-Men contro i fuorilegge
- Mino Caprio in Lady Scarface (doppiaggio tardivo)
- Renzo Stacchi in L'uomo leopardo (doppiaggio tardivo)